# غيجس لويرينك
غيجس لويرينك (بالهولندية: Gijs Luirink)‏ (12 سبتمبر 1983 بأمستردام في هولندا - ) هو لاعب كرة قدم هولندي في مركز قلب الدفاع. شارك مع منتخب هولندا تحت 21 سنة لكرة القدم. أما مع النوادي، فقد لعب مع آر كي سي فالفيك وإي زد ألكمار وسبارتا روتردام ونادي غرونينغن ونادي فولندام ونادي كامبور.

## وصلات خارجية
- غيجس لويرينك على موقع قاعدة بيانات كرة القدم.إي يو (الإنجليزية)
- غيجس لويرينك على موقع بيانات كرة القدم. دي إي (الألمانية)
- غيجس لويرينك على موقع Soccerway.com (الإنجليزية)
- غيجس لويرينك على موقع عالم كرة القدم.نت (الإنجليزية)